# パサラちゃん
『パサラちゃん』は竹田エリの4コマ漫画作品である。集英社・週刊ヤングジャンプ増刊『別冊ヤングジャンプ』1号 - 14号、週刊ヤングジャンプ増刊『漫革』12号（平成9年（1997年））から最終号となる62号（平成20年（2008年））にかけて連載された。単行本は全2巻。

## 概要
竹田エリ独特の可愛い知的な描線で、殺伐とした人間関係の乾いた笑いの世界を描く。
パサラちゃんは、幼稚園に通う女の子。性格は普通だが、顔は父親似でちょっと怖い。実家は大金持ちであるが、稼業は巨大犯罪を行っているらしい。実家では奇怪な生物が発明されたり、幼稚園の親友も大金持ちの娘だが性格が変だったりする。異常な環境の中でパサラちゃんは元気に生きていく。

## 主な登場人物

### 園児
舞台となる金銀砂子幼稚園は『私立T女子学園』で星屑きららと田中小夏（両者ともに大金持ち）が通っていた。このことからも、お金持ち向けの幼稚園とわかる。
パサラちゃん
主人公の女の子。髪はオカッパ。小さなリボンをしている。巨大な目は三白眼。
病気のため2ヶ月遅れで、私立金銀砂子幼稚園に入園した。この幼稚園は、かなりの金持ちでないと入園できず、お友達もお金持ちの子ばかり。彼女は顔は父親似で怖い顔をしているが、性格はまとも。少し人見知りするところがあり、おとなしい性格である。親に連れられて世界中を旅行したり豪勢な幼児期をすごす。親友は奇人ばかりだが、友情は続いている。頭が異常に重く、水に浮くことが出来ない。オドロキ博士やカンナちゃんに、大概ひどい目に遭っている。
マチコちゃん
髪は縦ロール。目はパッチリしており、美少女タイプ。
パサラちゃんの一番の友達。家はボロ家に見えるが実は豪邸で、税金対策のカムフラージュらしい。悪の道を学ぶのに熱心で、自分の敵には容赦しない攻撃を加える。年齢には相応しくない言葉や知識を持っている。口は達者で先生も言い負かしてしまうが、さすがにカンナちゃんには恐れを抱いている模様。ドーモ相手になると、性格や言動がかなり男らしく豹変し、嫌がらせの仕方がとても恐ろしくなる。憎しみが強すぎて、それが恋なのではないかと勘違いしてしまったこともあるが、結果として関係は悪化した模様。お金の使い方をよく理解しており、随所で見受けられる。たとえ親友のパサラちゃんであっても、簀子代わりにして生き残ろうとする強かな一面もある。英語は0歳でマスターしてしまった模様。
カンナちゃん：空木（うつき）カンナ
女の子。まるで無表情で、いつも微笑んでいるような顔をしているが、内心も同じとは限らない。髪は左右に不思議な形で束ね、ヘアバンドをしている。
パサラちゃんの友達で、マチコちゃんと3人でよく遊んでいる。「嘘つきカンナ」の名で有名らしい。嘘つきというより「庭の四隅に死体が四つ」というように、グロテスクな突拍子も無い話をいきなり語りだす変人。人に恨みがあっても表情には出さないが、のろいの文句を口ずさむ。基本的に物腰は柔らかく、作法や言葉遣いも丁寧。コンピュータを使いこなし、警視庁のコンピューターにハッキングも出来る。衛星カメラでパサラちゃん家を盗撮している模様で、セキュリティ関係をすべて掌握していた。家は大金持ちで、時代劇に出てくるような佇まいをしている。地下には牢獄まであり、つい最近まで誰かがいたような形跡もある。幼稚園児であるにもかかわらず見合いの経験があり、かなりの数をこなしている様子。だいたい加害者であることが多い。
可愛獰猛（かあいドーモ）
男の子。かわいくて、やさしくて、おっとりしていて園内のアイドル。気は弱く、すぐ涙ぐむ。マチコちゃんがライバル視して、可愛さの勝負をするが、男のドーモのほうが勝ってしまう。マチコちゃんは復讐のため、ドーモの靴に画鋲や釘を入れるが、ドーモは鈍いので痛痒を感じない。パサラちゃんですら嫉妬することがある。若干ナルシスト気味で、時にそれが原因で敵を多く作ってしまう傾向がある。本人は意識しているかどうかは不明。無意識のうちに敵を多く作ってしまうタイプ。
回が進むにつれ、可愛さの度合いは上がっており、同じ園の男の子からも、一番かわいい“子”として認められている。

### パサラちゃんの家族
パパ
パサラちゃんとそっくりの顔。間違いなく親子である。典型的なギャングのボスの容姿・ファッションをしている。大金持ちだが、その収入は巨大犯罪によるものらしい。彼が取引をやめれば終わる戦争は五つ六つあるらしい。金の力で全てを解決してしまう。しかし、娘は溺愛している。
かなりざっくりした性格らしく、パサラちゃんへのプレゼントを渡す際は、内容は大体ケタが大きく外れているか、スケールが大きすぎるなどして、その都度パサラちゃんを憤慨させている。
『私立T女子学園』の98話に登場し、星屑きらら（『私立T女子学園』の登場人物）の父と野球の試合をしている。ドン・ファンと呼ばれているらしいが、別にスペイン人ではない。パパは星屑きららの叔父にあたるらしい。
ママ
美人。金の亡者。財産目当てでパパと結婚した。世間でいうところの“小悪魔”。パサラが「ママみたいにきれいに生まれたかった」と言うと、「ママは美で金を作ったからパサラは金で美を作ればいい」と教える。パパと同様金で全てが解決できると思っている。金を語るときは目の輝きが変わってくる。
どうやら庶民の生まれらしく、当時を思い出すとパニック障害に陥るなど、貧困であったことにトラウマをかなり抱えている。
オドロキ博士
肉親ではないが、屋敷内にすんでいる研究者。普段は笑顔を振りまき愛想も良いが、実はパサラちゃんの両親に匹敵するぐらいの悪党。時折その腹黒い本性を現す。研究内容は秘密らしいが、バイオテクノロジーが専門のようで、次々と新生物を作り出す。新生物たちはパサラのペットになったり、金銀砂子動物園で飼われ、園児を食べたりしている。妖怪さえも生み出せるらしく、専用のアトラクションパークさえも開発してしまう。最終的にはクローン技術をも向上させた模様。言ってはいけないことなどを口にしてしまうたびに、パサラちゃんの両親に消されている模様だが、少し間があればすぐに無事に戻ってくる。
博士の実験牧場には首の長い象や羽の生えた飛ぶ亀などがおり、パサラちゃんの動物に対する一般常識を混乱させている。寝ている間に髪が伸びる呪いの人形すら開発した模様。開発には苦労したようだが、パサラちゃんには怒られた。
おばあちゃん（ママの母）
パサラちゃんの母方の祖母。パサラちゃんの両親の金を使って、NASAの技術を駆使して全身整形を施しているため、容姿がママより若く、ママに非常にそっくりの美人。ママとは仲が悪い。
性格はママと同等で、ママ以上に金の亡者。
おばあちゃん（パパの母）
パサラちゃんの父方の祖母。パパにかなりそっくりな女性で、ママとは泥沼の仲である。かなりの健康体であるはずなのだが、初登場時は入院していた。

### 先生など
園長先生
男性。一見渋いロマンスグレーの初老の紳士。実は、パサラのパパと精神的には同族で、賄賂の類を平気でもらい、その尻拭いを部下の先生たちにさせる。しかし、部下の収賄は許さず宅配便のアルバイトをしてまで、彼女等の収賄に目を光らせている。闇収入は多額に登るはずだが、先生たちへの給料の支払いは渋い。どんな非常事態が起きても、表情は変えない。
分け目以外は容姿がそっくりの、語尾に「なのだ」をつける弟がおり、かなり問題のあるサファリパークを経営している。
担任の先生
女性。セミロングのストレートヘアを後ろで束ねている。
物語中一番まとな人格の持ち主の一人。仕事も真面目にする。しかし、園児たちがあまりお金持ちで、特に休みの過ごし方の貧富の差を見せ付けられ、そのたびに屋台でやけ酒を飲む。お金持ちの父兄から届く夏のお中元を楽しみにしていたが、園長が宅配便のバイトで届けに来て、受け取ることができず断腸の思いをする（受け取ると懲戒解雇される）。カンナちゃんが見た怖い夢の話を聞いて戦慄し、恐怖のためその晩は友達（同僚）の家に泊めてもらったことがある。

### 変な生物
モラン
オドロキ博士の作った新生物。オランウータンとセイウチを合成して人魚にしようとして出来てしまった失敗作。喋らない（言葉は一応喋っている）が字を書くことはでき、ダンスも踊り、体から緑色の変な物体を出す。剣で刺されても平気な超生命体だが、箱に無理やり詰められ梱包されたときはさすがに窒息していた。水を吸収すると膨張し巨大化する。体が餅のように伸びる。
ヂッパー（正式名称：モラン108号改ワニ型）
モラン同様、博士が作った新生物。ワニの形をしている。全長3メートル。パサラが拾って来て飼おうとしたが、実は研究室から脱走したモノだった。改めて、パサラちゃんの家のペットとなるが、いつの間にか幼稚園の池に住み着いてしまい、園児を食料にしている。入園予定者の保護者説明会では見学者を戦慄させ、多くの入園辞退者を出した。
モランとパサラちゃんが好物である。オドロキ博士からは、さらなる弟達をエサとして与えられている模様。
モラン202号
モランシリーズの新生物。巨大な芋虫のような形をしている。詳細は不明。

### その他の脇役（エキストラ、スポット登場など）
ムシュール
パサラちゃん一家の写生画を描いた画家の男性。絵は上手いが、似ていない。
大きな魚
海で漂流していたドーモ君を助けた、親切な魚。
メリーちゃん（らしき女の子）
『メリーちゃんと羊』の主人公、牧野メリーにそっくりな女の子で、パサラちゃん達が参加した映画のオーディションに同じく参加していた。目が「め」と描かれている。

### 特別出演
『私立T女子学園』のメインキャラクター5人娘
単行本1巻巻末の特別編に登場する。そこでは、星屑家とパサラちゃんの家は家族ぐるみの付き合いをしているように描かれている。パサラちゃんは星屑きららが好きなようであるが、星屑の父はパサラの父にいいように利用されているようである。
そのうちの一人、井森にそっくりな女性が、メイドとしてパサラちゃん邸で仕えている。また、本人と兄（に良く似ている人物）が出ているシーンもある。